# Star Wars: Demolition
Star Wars: Demolition est un jeu vidéo de combat motorisé développé par Luxoflux et édité par LucasArts, sorti en 2000 sur Dreamcast et PlayStation.

## Accueil
- Eurogamer : 4/10[1]
- GameSpot : 7,4/10 (DC)[2] - 6,7/10 (PS)[3]